# Boitzenburger Tiergarten und Strom
Das Naturschutzgebiet Boitzenburger Tiergarten und Strom liegt in den Gemeinden Boitzenburger Land und Nordwestuckermark und in der Stadt Prenzlau im Landkreis Uckermark in Brandenburg.
Das rund 1215 ha große Gebiet wurde mit Verordnung vom 18. Oktober 2017 unter Naturschutz gestellt und ersetzt das bisherige kleinere Naturschutzgebiet Tiergarten Boitzenburg. Das Naturschutzgebiet erstreckt sich zwischen dem Kernort Boitzenburg im Westen und der Kernstadt Prenzlau im Osten entlang des Stroms, eines 25 Kilometer langen Nebenflusses der Ucker. Östlich erstreckt sich der 10,3 km² große Unteruckersee.